# Ausztria címere

Ausztria címere

Ausztria címere egy fekete, egyfejű sast ábrázol, fején arany falkoszorúval, arany csőrrel, arany karmokkal, vörös nyelvvel. Jobb lábában sarlót, baljában kalapácsot tart. A sas mellén egy piros-ezüst-piros címer.

## Szimbólumok
A címeren látható szimbólumok jelentése:
- Sas: Ausztria függetlensége (1919-től)
- Piros-ezüst-piros címer: Ausztria emblémája (középkori szimbólum, 1915-ben újra bevezetve)
- Falkoszorú: A polgárság szimbóluma (1919-től a címeren)
- Sarló: A parasztság szimbóluma (1919-től a címeren)
- Kalapács: A munkásság szimbóluma (1919-től a címeren)
- Elszakított lánc: A nemzetiszocialista diktatúrától való felszabadulás szimbóluma (1945-től a címeren)